# マリー＝フランス・コリニョン
マリー＝フランス・コリニョン（Marie-France Colignon 1958年11月30日-) はフランスの柔道選手。オートボルタ(現・ブルキナファソ)のボボ・ディウラッソ出身。現役時代は48kg級の選手。段位は6段。

## 人物
1980年にニューヨークで開催された世界選手権では48kg級で3位となった。1982年に地元フランスのパリで開催された世界選手権では決勝まで進むもイギリスのカレン・ブリッグスに敗れた。1984年にウィーンで開催された世界選手権でも、決勝でブリッグスに敗れて2大会連続で2位に終わった。福岡国際でも1984年から2年連続で決勝においてブリッグスに敗れて2位にとどまった。1985年のヨーロッパ選手権では、ブリッグスが出場しなかったこともあり優勝を飾った。その後も一定の活躍はするものの、フランス代表にまで至ることはなかった。1989年には階級を52kg級に上げるが、以前のような活躍は見られなかった。

## 主な戦績
- 1980年 - 世界選手権　3位
- 1982年 - ヨーロッパ選手権　3位
- 1982年 - 世界選手権　2位
- 1983年 - オランダ国際　3位
- 1983年 - イギリス国際　優勝
- 1984年 - オランダ国際　3位
- 1984年 - 世界選手権　2位
- 1984年 - 福岡国際　2位
- 1985年 - ドイツ国際　優勝
- 1985年 - ヨーロッパ選手権　優勝
- 1985年 - 福岡国際　2位
- 1986年 - オーストリア国際　3位
- 1988年 - フランス国際　3位
- 1989年 - フランス国際　5位(52kg級)